# Grupo NGC 4038
El Grupo NGC 4038 es un grupo de galaxias en la constelación Corvus y en la Constelación Crater.  Este grupo puede contener entre 13 y 27 galaxias. Las galaxias más reconocidas del grupo son las  galaxias Antennae, (NGC 4038 y NGC 4039) que están en pleno proceso de colisión.

## Miembros del grupo
La siguiente tabla lista las galaxias que has sido confirmadas como parte del grupo en el "Nearby Galaxies Catalog", el "Survey of Fouque et al.", el "Lyons Groups of Galaxies (LGG) Catalog", y de los tres grupos de listas registrados en el "Nearby Optical Galaxy" compilado por Giuricin et al.
| Nombre                                | Tipo         | Ascensión Recta (J2000) | Dec. (J2000) | Corrimiento al rojo (km/s) | Magnitud aparente |
| ------------------------------------- | ------------ | ----------------------- | ------------ | -------------------------- | ----------------- |
| Galaxias Antennae (NGC 4038/NGC 4039) |              | 12 h 01 m 53.3 s        | -18°52′30″   | 1705 ± 5                   | 13.0              |
| NGC 3956                              | SA(s)c       | 11 h 54 m 00.7 s        | -20°34′02″   | 1645 ± 5                   | 13.1              |
| NGC 3957                              | SA0          | 11 h 54 m 01.5 s        | -19°34′08″   | 1637 ± 19                  | 13.1              |
| NGC 3981                              | SAB(s)bc pec | 11 h 56 m 07.5 s        | -19°53′46″   | 1723 ± 4                   | 12.1              |
| NGC 4024                              | SB0          | 11 h 58 m 31.2 s        | -18°20′49″   | 1694 ± 15                  | 13.2              |
| NGC 4027                              | SB(s)dm      | 11 h 59 m 30.2 s        | -19°15′55″   | 1671 ± 6                   | 11.7              |
| NGC 4033                              | E6           | 12 h 00 m 34.7 s        | -17°50′33″   | 1617 ± 20                  | 13.2              |
| NGC 4050                              | SB(r)ab      | 12 h 02 m 54.0 s        | -16°22′25″   | 1761 ± 8                   | 13.1              |
| PGC 37476                             | SB(rs)c      | 11 h 55 m 50.6 s        | -18°11′47″   | 1596 ± 8                   | 14.0              |
| PGC 38087                             | SB(s)cd      | 12 h 03 m 24.4 s        | -19°31′21″   | 1664 ± 7                   | 15.0              |
| UGCA 254                              | SAB(s)cd     | 11 h 54 m 49.5 s        | -16°51′50″   | 1813 ± 6                   | 14.5              |
| UGCA 257                              | SB(s)m       | 11 h 58 m 25.4 s        | -22°26′24″   | 1795 ± 5                   | 13.6              |

Adicionalmente, también forman parte de este grupo otras galaxias menos conocidas como PGC 37513, PGC 37565 y UGCA 270. Según las referencias situadas en la lista de arriba aún no existe un número definitivo de galaxias que componen el grupo.